# Améthyste (S 605)
L'Améthyste (S 605) è un sottomarino nucleare della Marine nationale francese.
I Rubis, classe di sottomarini di cui fa parte l'Améthyste (S 605), sono i più piccoli sottomarini nucleari da attacco (SSN) entrati in servizio. Essi sono unità francesi, 6 in tutto, entrate in servizio negli anni ottanta. Basate su un progetto derivato da un normale SSK, la classe Agosta diesel-elettrica, essi sono piccoli, piuttosto angusti e rumorosi.
La struttura fondamentale dei Rubis (e quindi dell'Améthyste) era sempre la stessa del tipico SSN. A prua, il comparto per il grande sonar a bassa frequenza, il comparto siluri e a seguire, gli alloggi, e all'incirca a mezza nave, la centrale di combattimento. Al sopra di essa la vela, con i timoni. Di seguito altri alloggi e stive varie, mensa e magazzini. L'ultimo terzo abbondante dello scafo era per il reattore nucleare, seguito da 2 turbine sullo stesso asse portaelica, la quale, all'estrema poppa era circondata da impennaggi cruciformi. Non sono nemmeno particolarmente veloci e nell'insieme sono stati giudicati alquanto mediocri. Il loro turboreattore, molto compatto, ha comunque una potenza di 48 MW.
Il fatto è che essi hanno costituito una economica alternativa al costo altrimenti elevatissimo degli SSN normali e in ciò sono stati di successo, oltretutto equipaggiati con sensori di buon livello e un certo quantitativo di armi, 14 in tutto, tra siluri e missili antinave SM.39 Exocet. Infatti il compito principale dei Rubis è la lotta antinave e per questo la silenziosità non è stata considerata molto importante.
La sottoclasse successiva, l'Améthyste, una diretta derivazione, ha migliorato sensibilmente le prestazioni successive, ma solo due unità hanno avuto il varo effettivo.
La forma dello scafo dei Rubis, non abbastanza profilata, provoca conseguenti rumori che disturbano il sonar ad alte velocità. Si è quindi deciso di procedere ad un aggiornamento detto "AMETHYSTE" (AMElioration Tactique HYdrodynamique, Silence, Transmission, Ecoute) a partire dal 5º sottomarino. I primi quattro sono stati aggiornati a questo standard nel 1989 e nel 1995, che include una forma dello scafo «Albacore», un ponte passerella avvolgente e una cupola radar profilata.